# Warren County, Kentucky
Warren County är ett administrativt område i delstaten Kentucky, USA, med 113 792 invånare. Den administrativa huvudorten (county seat) är Bowling Green.

## Geografi
Enligt United States Census Bureau har countyt en total area på 1 419 km². 1 413 km² av den arean är land och 6 km² är vatten.

### Angränsande countyn
- Butler County - nordväst
- Edmonson County - nordost
- Barren County - öster
- Allen County - sydost
- Simpson County - syd / sydväst
- Logan County - sydväst

### Orter
- Bowling Green (huvudort)
- Oakland
- Woodburn